# ロバート (お笑いトリオ)
ロバートは、吉本興業（東京本社）所属のお笑いトリオ。1998年結成。NSC東京校4期生。キングオブコント2011王者。

## メンバー
| 名前      | 写真 | 立ち位置 | 生年月日              | 役割                                     |
| --------- | ---- | -------- | --------------------- | ---------------------------------------- |
| 秋山 竜次 |      | 中央     | 1978年8月15日（46歳） | ボケ（ネタによってはツッコミ）・ネタ作り |
| 馬場 裕之 |      | 右端     | 1979年3月22日（46歳） | ボケ                                     |
| 山本 博   |      | 左端     | 1978年9月5日（46歳）  | ツッコミ（ネタによってはボケ）           |

## 来歴

### 結成まで

#### 秋山と馬場
- 幼稚園から高校まで同じ学校に通う親友同士。秋山は当初、代官山でおしゃれな雑貨屋をやりたいという夢を抱いて上京するも雑貨屋の面接には落ち続け、NSCへの入学を決意。しかし1人では不安だったため地元の北九州市から人を呼ぼうとしたが、就職や進学が決まっている人が多くフリーターだったのは馬場だけであった。その馬場を「東京見物に来い」と誘い、帰りの電車代まで全部使わせ日雇いの仕事を20日ほど連続で入れた。秋山は馬場の稼いだお金を振り込ませ、NSC入学の手続きを済ませた。振り込んだ時点でそれを知らされた馬場と共にNSCへ入学した。
- 博多華丸・大吉を見に、福岡へ戻って勉強しに行ったこともある。
- NSC在学中の秋山・馬場によるコンビは、秋山がボケで馬場がツッコミを担当していた。イベントに出るためのネタ見せの時だけ本気を出し、それ以外のネタ見せや演技・ダンスなどの授業は手抜き気味だったという。それでもイベントではトリを務めていた。NSCでは1人でのネタ見せもあったが、馬場は面白いことを言うなど考えもしなかったのでネタ見せ前日の夜に秋山が書いたネタを受け取り、それを当日読んでいた。
- 馬場のツッコミが笑いながらでボケを殺してしまうものだったため、限界を感じツッコミを探す。一時は同期の板倉俊之（現・インパルス）を加えてトリオ『ゼナイル』をしばらく組んでいた。しかし、板倉がボケをやりたいと言い出したため解散。ゼナイルはネタ見せではウケるのだが、講師から毎回のように板倉がダメ出しをなされて「俺だってボケをやればもっと活きるんだ」という思いから板倉は脱退を決意した。ただし、秋山・馬場と仲違いした訳ではないため、現在でも関係は良好[2]。

#### 山本
- NSCでは学生時代の同級生である山崎とコンビ「山本山崎」を結成していた[注 1]。しかし山本をNSCへ誘った張本人である山崎が入学後わずか2か月で中退したため、山本は「ネタのないピン芸人」として様々な同期とコンビを組んで解散を繰り返し、彷徨っていた。当時、1日だけコンビを組んでは解散し続けていたためニックネームは「お笑いヤリマン」だった。
- ゼナイルが解散して間もない頃、山本はウチコシくんという同期とコンビを組んでいた。山本たちが喫茶店にてネタ合わせしていた最中に板倉が現れ、「解散したんだよねー」と告げると山本はネタ合わせ中にも拘らず「こんなことしている場合じゃないじゃん!」と、持ち前のノンデリを発揮した[2]。
- 実は板倉と秋山は新しい相方として山本を候補に狙い山本の争奪戦をしていたが、結果的に山本は秋山を選んだため板倉は「山本は秋山たちと組むんだな」と諦め、堤下敦とインパルスを結成した。

### トリオ結成以降
1998年12月、卒業公演のオーディションを直前に控え焦り気味でツッコミを探していた秋山が同い年の山本を加入させ、現在のトリオを結成。トリオ名は「何となくダサいイメージのアメリカ人の名前」が由来。
2000年5月、フジテレビ『新しい波8』に出演。2001年4月、同番組に出演した若手から選抜され新番組『はねるのトびら』のレギュラーへ抜擢される。この番組を足掛かりにブレイク、本人たち曰く「あまり挫折を経験していない感じ」。
2004年10月から『クイズプレゼンバラエティー Qさま!!』にレギュラー出演、番組の視聴率をアップさせるきっかけとなった「チキンレースクイズ」で最初にプレゼンを務めた。
秋山は潜水企画で非公式ながら日本男子歴代4位（当時）である75メートルという記録を出し、同番組の潜水企画が展開するきっかけを作った。当番組にてロバートは結成9年目にしてゴールデンタイムでのMCを務めた。
2011年、第4回キングオブコント優勝。決勝でファースト・セカンドステージ共に得点で1位、全体得点のランキング1位・2位を独占する「完全優勝」となった。第4回のエントリー総数3026組は第15回まで史上最多であった。
2012年10月12日、秋山・馬場の出身地である北九州市より、山本を含めたメンバー全員が観光大使に任命された。
2010年代以降は各々がピンでの活動も多く、秋山が憑依芸によるモキュメンタリー『ロバート秋山のクリエイターズ・ファイル』、馬場が特技である料理を活かした料理番組のレギュラー、山本がプロボクサーのライセンス取得や『ポケットモンスター』シリーズを初めとしたゲームへの深い造詣による子供向け番組やインターネット番組への出演など、それぞれ多方面での活躍が目立つ。
2022年9月に馬場が沖縄県宮古島に飲食店「宮古冷麺」をオープンすることになり、馬場の要望で2023年現在はトリオでの活動をほぼしていない状態になっている。

### 性格
雑誌『ザテレビジョン』（2006年9月8日号）の『Qさま!!』特集では、精神科医により3人のキャラクターが次のように分析された。
秋山行動力・判断力・集中力の強いアクティブタイプ（ただし典型的タイプではない）。目力が強く、理性的で意外に二枚目な“ハンター的な目”をしている。ハンターには所有欲が強い人が多い。
馬場子供の部分が残るバランスタイプ。責任をもたされると怖がってプレッシャーに負けそうになる。自己陶酔的なロマンタイプが混じっているため、さらに精神的な弱さがある。
山本勉強家のシミュレーションタイプ。地味な努力を重ねて物事を計画的に進められるが、ハプニングに弱い。義務感や責任感が強く基本に忠実。地味なシミュレーションタイプは芸能人には珍しいが、山本はうまく中立の立場がとれるためコンビではなくトリオで成功した。
放送作家の鈴木おさむは、ハリセンボンと共にロバートを「芸人さんって売れると、大体の人が、先輩や周りから妬みそねみも含めて、陰口たたかれたりするものですが…僕が知る限り、この2組だけは、本当に、悪いことを言う人がいない」と評している。

## 芸風
秋山・馬場のキャラクターを全面に押したコントが特徴。チラシを持った山本が教室やセミナーに訪れ、秋山演じる強烈なキャラの“主宰”が登場してそこに秋山の生徒あるいは弟子を演じる馬場も現れて、山本が困惑しながら「なんだぁ〜?」とツッコむというパターンが多い。
秋山がネタの設定を考え、ある程度固めた段階で内容を山本に見せてから反応を見て、よかったものを3人でネタ合わせしている。
秋山はラジオ『TOKYO SPEAKEASY』にしずると共に出演した際、ロバートのコントについて『大体パターンが決まってる。仲間が来て、（馬場に）やらせたら「いや、仲間は下手かい! 何年もやって、このレベル!?」っていう』と語り、村上純（しずる）は『本当だ! 秋山さんがやりたい設定とキャラはいろいろあるけど、（3人の）関係性は全部一緒』と指摘。更に秋山は『そう、全部一緒。まず、博が毎回チラシを持って来ちゃうから（笑）』『だから（全部のコントを）同じ人物でやっている』と語った。
ネタ中の山本がキャラに扮する機会が一切ないのは、秋山曰く「山本の困ったような表情が絶妙なため、コント中もその表情をしてほしくて山本は山本のままの役にしている」とのこと。
漫才に関しては1度だけM-1グランプリへ出場経験がある（第2回大会に出場し3回戦まで進出）ものの、2023年現在は全く行っていない。その理由について秋山は「キャラクターの名前をつけて演じるってことをずっとやってきたから、素で出ていく感じとか、しゃべりのテンポとかがつかめない」「僕らが漫才をすると、引き出しがないぶん漫才師っぽい立ち居振る舞いをして、どうしても漫才師のコントになっちゃう」などと述べている。

## 出演作品
トリオでの出演作品。個別での出演作品は秋山竜次、馬場裕之、山本博を参照。

### テレビ

#### レギュラー出演
- ロンロバ!シリーズ（TBS、2003年 - 2004年）
  - ロンロバ!ハイティーンブギ!
  - ロンロバ!全力投球!
  - ロンロバ!金メダル!
- B-1（TBS、2002年 - 2003年）
- 爆笑オンエアバトル（NHK総合）戦績1勝0敗 成績441KB
- ワイ!ワイ!ワイ!（ヨシモトファンダンゴTV、2003年10月 - 2004年9月）- 第1期木曜MC
- ポケモン☆サンデー（テレビ東京、2004年10月 - 2010年9月）
- いきなり!黄金伝説。（テレビ朝日）※準レギュラー
- クイズプレゼンバラエティー Qさま!!（テレビ朝日、2004年10月 - ）※準レギュラーだったが2019年現在は出演していない。
- PLAY!AWA'S 〜美と笑いの大お見せ合いパーティ〜（GyaO!）
- 爆笑惑星サバ〜イ!（メ〜テレ、2007年4月 - 2009年3月）
- アクセる★ビリー! （メ〜テレ、2009年5月26日 - 2011年3月29日）
- 笑・神・降・臨 第2シリーズ（NHK総合、2009年10月12日）
- ロバートハウス（福岡放送）
- 爆笑レッドカーペット（フジテレビ） - なだぎ武（秋山のみ）やドランクドラゴン（馬場以外、『はねるのトびら』名義）や友近（秋山のみ）とのコラボカーペットとして出演。キャッチコピーは「コントの王者が一人で登場」（秋山のみ）
- 新しい波8（フジテレビ、2000年5月5日）
- はねるのトびら（フジテレビ、2001年4月10日 - 2012年9月26日）
- ポケモンスマッシュ!（テレビ東京、2010年10月 - 2013年9月）
- ザキロバ!アシュラのススメ（メ〜テレ、2011年4月 - 2014年3月）
- ザキロバケイコ（メ〜テレ）
- NMB48のナイショで限界突破!（BSスカパー!、2014年4月23日 - 2015年9月21日）
- おはスタ（テレビ東京、2015年4月7日 - 2016年4月1日）※火曜日レギュラー
- ヨドバシカメラpresents ロバートの家電研究所（RKB毎日放送、2016年4月3日 - 2022年9月25日）
- ザキとロバ（メ～テレ、2016年4月29日 - 2018年9月28日）
- 進め!やんチャレンジ（テレビ東京、2017年4月3日 - 2017年4月28日）
- ロバートの秋山竜次音楽事務所（テレビ埼玉、2017年1月9日 - 2018年3月26日）[11]
- ウンナン極限ネタバトル! ザ・イロモネア 笑わせたら100万円（TBS、2011年9月17日 - 2017年1月2日）※初出場してから連続で出場していた。
- ドォーモ（九州朝日放送、2019年4月3日 - 2021年3月10日）※第1、第2水曜「ロバートの!こども特命取材班」
- タイチサン!（東海テレビ、2020年 - 不明）プレゼンター

#### 特別番組
- ENGEIグランドスラム（フジテレビ）過去に9回出演。
- バリューナイトフィーバー「ロバート★ツアー」（日本テレビ、2006年5月20日・27日）
- ドリーム東西ネタ合戦（TBSテレビ）2014年、2015年、2016年、2018年、2019年、2020年は東軍、2017年は西軍として出演。
- 秋山竜次プロデュース ロバートのコント極上百景（WOWOWプライム 2021年4月23日・8月13日・12月10日）
- ロバート・森三中の気ままに日帰り旅（2021年9月24日・2022年4月16日、新潟テレビ21）※第3・4弾は秋山単独出演。

### ラジオ
- ロバートのガッチャガッチャ（文化放送「レコメン!」内）
- オレたちゴチャ・まぜっ!（MBSラジオ、2014年4月4日 - 2015年3月28日）
- ロバートpresents聴くコント番組〜秋山第一ビルジング〜（Spotifyポッドキャスト）

### インターネットテレビ
- 極楽とんぼKAKERUTV（AbemaTV AbemaGOLDEN9、2017年6月1日 - 2018年3月）※準レギュラー（Wikipediaに写真提供企画）
- おはようロバート（AbemaTV、2018年7月28日 - 2019年9月28日）

### DVD
- はねるのトびら
- はねるのトびらII
- ロバートライブ 楽しもうゼ!（YOSHIMOTO WORKS）
- はねるのトびらIII
- デジガールPOP! B面（ゲスト声優）
- ロバートLIVE!DVD 2005
- ウッチャンナンチャンのウリナリ!!芸能人社交ダンス部 2005春 大復活!新たなる挑戦スペシャル!!
- はねるのトびらIV
- 非売よしもと本物流 2005年7月号（レンタルのみ。「ネタ下ろし劇場」「ロンドンブーツの天下取り指南」に出演）
- スチーム係長 お笑い芸人VS係長編
- ロバートLIVE!2006

### 広告
- プロトコーポレーション Goo（2002年 - 2003年）- 乙葉と共演
- タカラ マジックパーティー100（2004年）
- スクウェア・エニックス エッグモンスターHERO（2005年）
- 資生堂 uno（2006年）
- 日産自動車（2006年）- はねるのトびらとして参加
- 東芝 Qosmio（2006年）- 「よしもと一人暮らし.jp」で主演ショートムービー『引ッ越ス』、動画『ここがイチオシ!』を公開
- サンポー食品 MAXウーメン（2008年）- 福岡放送「ロバートハウス」の企画で生まれた九州地方限定のカップ麺
- 任天堂 ニンテンドーDS ポケットモンスター プラチナ「ダークライほかくさくせん」篇（全6種類）（2008年12月1日 - 2009年）
- ミツカン「ちょいかけ隊（かけるカンタン酢、味ぽん、かける追いがつお）」篇（2014年）[12]
- グリコ ジャイアントカプリコ 「デッカプリコキャンペーン」篇「食べるとみせかけて」篇（2015年3月10日 - 2021年）- 白間美瑠（NMB48）と共演
- レインズインターナショナル 牛角「どんな会も、牛角で。」篇（2016年11月29日 -  2019年）
- パチンコ＆スロット AMUSE 「アミューズ MEN」篇 （2017年4月1日- 2022年7月）
- ♯ちょいボラ【ちょっとしたことだって、もうボランティア】（2017年12月、東京都生活文化局）[13]
- BOAT RACE振興会[14]（2017年 - 2019年）
  - 「Let's BOATRACE」[15]（2017年12月 - 2018年12月）- 渡辺直美と共演
  - 「姫たちだって Let's BOAT RACE」[16]（2019年1月 - 12月）- 渡辺及び田中圭と共演
- 日本マクドナルド「マックデリバリー」（2021年 - 2022年9月）

### 映画
- 魁!!クロマティ高校THE★MOVIE（2005年）- パシリの田中君たち役
- ブレイブ ストーリー（2006年、声の出演） - 秋山：ライオンハイランダー、馬場：魚売り
- 劇場版ポケットモンスター アドバンスジェネレーション ポケモンレンジャーと蒼海の王子 マナフィ 韓国版（2006年、声の出演）- 3人の老船乗り役で韓国語の台詞
- 劇場版ポケットモンスター ダイヤモンド&パール ディアルガVSパルキアVSダークライ（2007年、声の出演）- 秋山：ダイ役、山本：カツミ役、馬場：ドダイトス役
- 劇場版ポケットモンスター ダイヤモンド&パール ギラティナと氷空の花束 シェイミ（2008年、スペシャルサンクス）
- 劇場版ポケットモンスター アルセウス 超克の時空へ （2009年、声の出演）- 秋山：兵士B役、山本：村人役、馬場：兵士D役
- レトロの愛情（2013年）- 主演[17] ※第5回沖縄国際映画祭「地域発信型プロジェクト」などで上映
- 田沼旅館の奇跡（2015年12月5日、KATSU-do） - 秋山：栗林倫太郎役、山本：栗林のマネージャー役、馬場：栗林のスタイリスト役[18]

### テレビドラマ
- 整形美人。（2002年5月7日）- 保奈美の同級生役[注 2]
- 世にも奇妙な物語 20周年スペシャル・春 〜人気番組競演編〜「ナデ様の指輪」（2010年4月4日、フジテレビ） - 本人役（秋山・山本）

### アニメ
- デジガールPOP!（2003年）- ゲストキャラ多数
- ちびまる子ちゃん（2021年8月22日[19]） - 旅好きの若者3人組（本人役）

### 書籍・雑誌
- CUTIE（『ロバートわくわく新聞』を連載。「ひろし記者の漫遊記」「馬場研究所だぜ!」「旬な俳優インタビュー」などの記事あり）
- お笑いZOOM vol.1
- beepa!vol.1
- お笑いワイルドパーティー!
- シブスタ S.B.S.T. 若手芸人 edition
- Matthew’s best hit recipes 2（馬場のみ）
- お笑いスタイル LAUGH!vol.3
- 吉本（よしぼん）
- テレビぼうや（2006年9月、細川徹、五月女ケイ子と共著）雑誌「クイック・ジャパン」連載記事の単行本化
- ガッチャガッチャ本（2006年11月、キングコング、インパルスと共著）ラジオのネタなど

## ライブ
- 2002年
  - 2月24日 -「ロバート単独2じ4じ」（ルミネtheよしもと/東京）
  - 11月25日 -「ロバートおもしろミニライブ」（SPACE107/東京）
- 2003年
  - 8月5日 -「楽しもうぜ!!」（ヤクルトホール/東京）
- 2004年
  - 3月14日 -「元気ステージ」（銀座ガスホール/東京）
- 2005年
  - 5月23日～26日 - エッグモンスターHERO presents「ロバート」（新宿シアターモリエール/東京）
  - 5月29日 - エッグモンスターHERO presents「ロバート」（なんばグランド花月/大阪）
- 2006年
  - 8月14日 - 17日 -「ロバートLIVE!2006」（シアターサンモール/東京）
- 2009年
  - 12月14日 -「ロバートアロマライブ～ローズの香りにつつまれて、ネタとおしゃべり90分～」（シアター代官山/東京）
- 2013年
  - 5月18日～19日 -「週刊少年ロバピオン」（博品館劇場/東京）
  - 9月14日 -「ロバート結成15周年総決算！一夜限りのベストコントLIVE!!」（ルミネtheよしもと/東京）
- 2018年
  - 11月29日 -「ロバート20周年爆笑コントLIVE『怒涛の無理フェス』」（ウインクあいち/名古屋）
  - 12月12日 -「ロバート20周年爆笑コントLIVE『怒涛の無理フェス』」（なんばグランド花月/大阪）
  - 12月14日 -「ロバート20周年爆笑コントLIVE『怒涛の無理フェス』」（JR九州ホール/福岡）
  - 12月25日〜27日 -「ロバート20周年爆笑コントLIVE『怒涛の無理フェス』」（有楽町朝日ホール/東京）
- 2019年
  - 12月31日 -「ご飯の出ないディナーショー～大晦日オリジナルソング90分～」（よしもと幕張イオンモール劇場/千葉）